# Saprinus quadriguttatus
Saprinus quadriguttatus är en skalbaggsart som först beskrevs av Fabricius 1798.  Saprinus quadriguttatus ingår i släktet Saprinus och familjen stumpbaggar. Inga underarter finns listade i Catalogue of Life.